# Eurodac
A Datiloscopia Europeia (Eurodac) (em inglês: European Dactyloscopy) é uma base de dados de impressões digitais (datiloscopia) da União Europeia (UE) para identificar os requerentes de asilo e os indivíduos que atravessam as fronteiras de forma ilegal ou que atravessam as fronteiras fora dos pontos de passagem autorizados.
Os requerentes de asilo, os atravessadores ilegais das fronteiras e os indivíduos que atravessam as fronteiras fora dos pontos de passagem autorizados, com mais de 14 anos de idade têm as suas impressões digitais recolhidas para o Eurodac, por força da legislação da UE. Estes dados são então enviados digitalmente para uma unidade central da Comissão Europeia e automaticamente comparados com outras impressões digitais na base de dados. Isto permite que as autoridades determinem se os requerentes de asilo já solicitaram o asilo noutro estado membro da UE ou se transitaram por um outro estado membro da UE enquanto aguardavam pelo resultado do pedido de asilo, situações que são ilegais por violarem o "princípio do primeiro contato" do artigo 13 do Regulamento de Dublin III (Regulamento (UE) n.° 604/2013), enquadrado no Sistema Europeu Comum de Asilo (Common European Asylum System, CEAS). Caso as autoridades nacionais ou a Frontex identifiquem uma situação de violação do "princípio do primeiro contato" do artigo 13 da Convenção de Dublin, o pedido de asilo deve ser rejeitado e organizado obrigatoriamente o procedimento de extração do Espaço Schengen. Caso o requerente infrator não disponha de um passaporte válido, a organização do retorno deve ser efetuada mediante a solicitação pelas autoridades nacionais de Schengen da emissão de um Laissez-passer a um consulado do seu país de origem, por força da Convenção de Dublin e da legislação da UE. Caso o país de origem reiteradamente se recuse a emitir documentos Laissez-passer para o retorno dos seus nacionais, o estado membro do Espaço Schengen ou a Frontex podem introduzir diversos mecanismos de controlo, incluindo a redução das quotas de vistos disponíveis para os nacionais desse país terceiro ao Espaço Schengen. O conceito de primeiro país de contato consta do artigo 35 da Diretiva 2013/32/UE. O Eurodac enquanto Sistema Automatizado de Identificação de Impressões Digitais (Automated Fingerprint Identification System, AFIS) é o primeiro do seu tipo a nível da União Europeia e está em operação desde 15 de janeiro de 2003. Todos os estados membros da UE participam atualmente no sistema, para além de outros países europeus que são membros da AECL e associados de Schengen mas não são membros da UE, nomeadamente, a Noruega, o Liechtenstein, a Islândia e a Suíça. Antes da criação da base de dados Eurodac, de acordo com a Comissão Europeia, era comum ocorrer um fenómeno conhecido como compras de asilo (asylum shopping), no qual os nacionais de países terceiros requeriam asilo, em simultâneo, em vários estados membros do Espaço Schengen como forma de aumentar as suas probabilidades de sucesso na concessão do asilo.